# Kaheem Parris
Kaheem Anthony Parris (ur. 6 stycznia 2000 w Kingston) – jamajski piłkarz, grający na pozycji pomocnika.

## Kariera piłkarska

### Kariera klubowa
W 2017 roku rozpoczął karierę piłkarską w drużynie Cavalier S.C., grającej w najwyższej lidze. 3 września 2019 zasilił skład słoweńskiego NK Domžale. Rozegrał 1 mecz w podstawowym składzie, a 14 lutego 2020 został wypożyczony do NK Krka. W lipcu 2020 po raz drugi został wypożyczony do NK Krka. 9 lipca 2021 podpisał dwuletni kontrakt z FC Koper. 2 września 2022 przeszedł do Dynama Kijów.

### Kariera reprezentacyjna
W 2017 debiutował w juniorskiej reprezentacji Jamajki U-17. W latach 2018–2019 występował w barwach reprezentacji młodzieżowej. 28 sierpnia 2017 piłkarz zadebiutował w narodowej reprezentacji Jamajki w towarzyskim meczu z Trynidadem i Tobago (2:1).

## Sukcesy i odznaczenia

### Sukcesy klubowe
FC Koper
- zdobywca Puchar Słowenii: 2021/22